# Dardagny
Dardagny je obec na jihozápadě Švýcarska, v kantonu Ženeva. Žije zde přibližně 1 900 obyvatel.

## Geografie
Dardagny leží na hranicích s Francií na řece Rhôně. Obec Dardagny se skládá z částí nebo vesnic La Tuilière, Roulave, Malval, Essertines, Vallon de l’Allondon, Dardagny a La Plaine.
Zámek Château de Dardagny leží na říčce Ruisseau des Charmilles, která protéká okrajem obce, a nabízí romantickou atmosféru.

## Historie

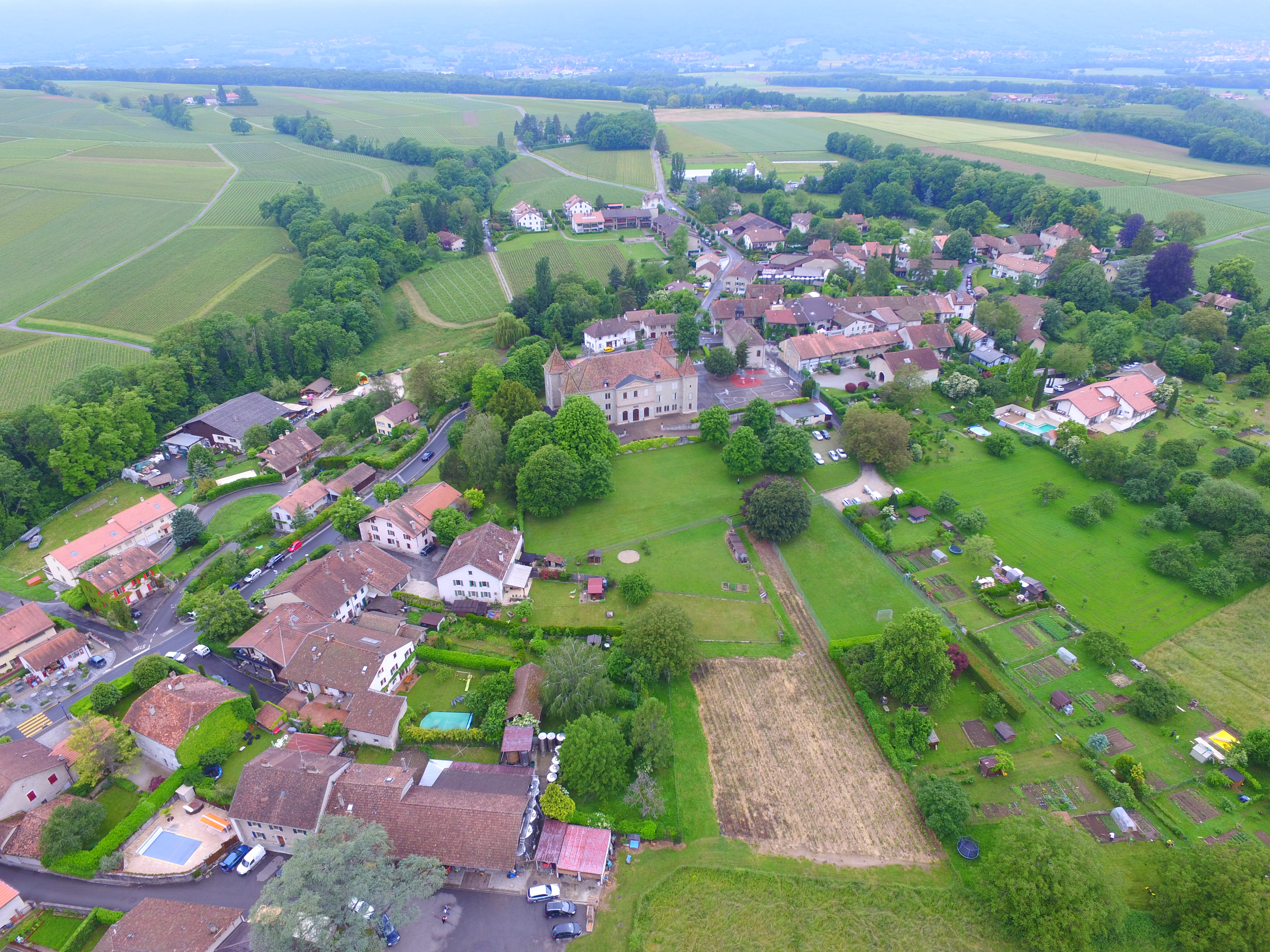
Letecký pohled

V obci byla nalezena neolitická sekera. Stopy osídlení jsou doloženy od 1. století př. n. l. (galorománské nálezy pocházejí z pozdní doby laténské až 4. století n. l.). Lokalita Essertines byla osídlena ve 14. století; první zmínka o obci Dardaniacum pochází z roku 1309.
Od 11. století podléhala obec ženevskému biskupovi (mandemant Peney). Byla to enkláva na území, které postupně podléhalo hrabatům ženevským a savojským, bernským, opět savojským a nakonec Francii. Před rokem 1798 nemělo Dardagny žádné přímé spojení se Ženevou. V roce 1298 měla dvě panství vysokou soudní pravomoc. V roce 1648 byla tato panství sloučena pánem ze Châteauvieux a Confignonu, feudálem Ženevské republiky. Z roku 1321 je doložena obec, která spravovala své komendy. Území panství Châteauvieux se následně stalo politickou obcí Dardagny. V roce 1093 se připomíná farnost D. s kostelem Saint-Pierre, který podléhal převorství Saint-Victor. Farnost Dardagny-Malval-Russin byla založena v roce 1544 a nový kostel byl dostavěn v roce 1723. Protože po roce 1850 došlo k výraznému nárůstu katolického obyvatelstva, především díky přílivu dělníků (54,4 % katolíků a 44,7 % reformovaných v roce 1880), byla v roce 1889 založena farnost Dardagny-Russin a v La Plaine byl postaven kostel zasvěcený svatému Petru a Vavřinci. V roce 1978 získalo Dardagny Wakkerovu cenu za příkladné zachování obrazu tradiční vesnice.

## Obyvatelstvo
| Rok            | 1413 | 1797 | 1850 | 1900 | 1950 | 1980 | 2000 | 2010 | 2012 | 2014 | 2015 | 2016 | 2017 |
| Počet obyvatel | 250  | 454  | 462  | 781  | 686  | 678  | 1284 | 1477 | 1498 | 1532 | 1532 | 1782 | 1824 |

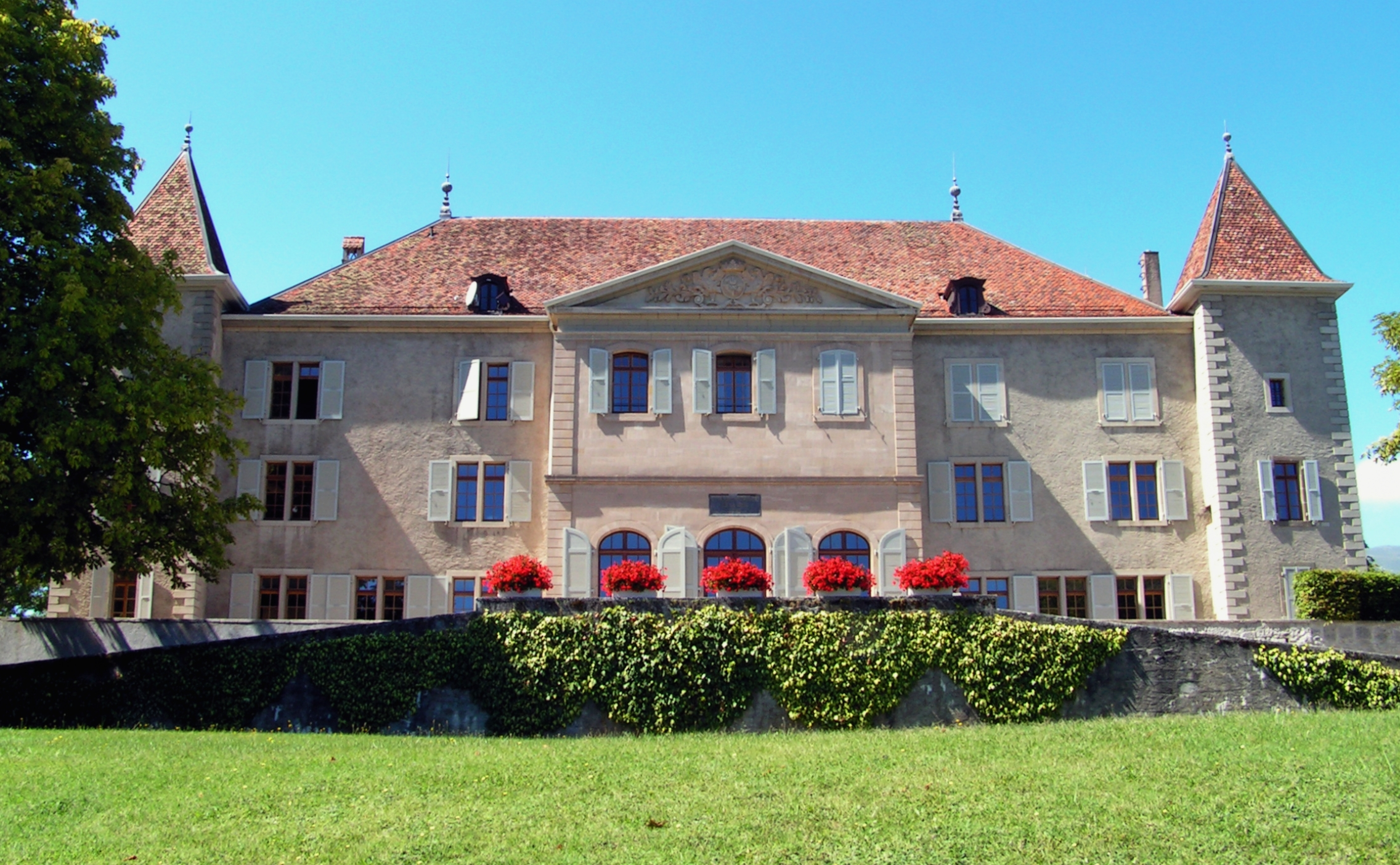
Zámek Château de Dardagny

Většina obyvatel (k roku 2000) hovoří francouzsky (1088, tj. 84,7 %), druhou nejčastější řečí je němčina (52, tj. 4,0 %) a třetí angličtina (44, tj. 3,4 %).

## Hospodářství
Ve středověku bylo Dardagny vinařskou a mlynářskou obcí. Existence mlýna je doložena v roce 1321, v roce 1545 byly postaveny papírny, které byly v roce 1850 v rámci industrializace nahrazeny papírnou. V průběhu 17. století se v Dardagny začalo prosazovat hodinářství, které však zcela zaniklo v 19. století, kdy se do módy dostal chov dobytka. Tento trend pokračoval přibližně do roku 1950 a v roce 1827 byla dokonce postavena sýrárna. Po roce 1950 se obec specializovala téměř výhradně na vinařství, kterému se však věnuje jen čtvrtina obyvatel. V souladu s tím je z celkové rozlohy 860 hektarů 180 hektarů věnováno vinařství, 250 hektarů kulturním zařízením (zámek atd.) a 160 hektarů lesům. Tři čtvrtiny obyvatelstva dojíždějí za prací.

## Doprava
Dardagny je napojeno na síť veřejné dopravy autobusovými linkami. V místní části La Plaine se nachází také železniční stanice na trati Ženeva–Lyon, obsluhovaná v pravidelném intervalu regionálními vlaky.